# Егиазарян, Гурген Амбарцумович
Гурген Амбарцумович Егиазарян (арм. Գուրգեն Եղիազարյան; 29 сентября 1948, Ереван — 28 октября 2020) — бывший депутат парламента Армении, юрист, инженер и экономист.
- 1968—1973 — Ереванский государственный университет. Экономист.
- 1987—1990 — Академия МВД СССР. Юрист.
- 1963—1979 — работал экономистом и инженером.
- С 1976 — работал в различных должностях в системе МВД Армянской ССР, начальник розыскного отдела, начальник 7-го управления МВД РА. Заместитель министра национальной безопасности.
- 1999—2003— был депутатом парламента. Член постоянной комиссии по обороне, национальной безопасности и внутренним делам.
- 18 декабря 2006 — был приглашён в генпрокуратуру для дачи разъяснений по поводу интервью, в котором он утверждает о наличии видеозаписи, свидетельствующей о применении психотропных веществ и физического насилия для получения необходимых следствию фактов по делу о теракте в парламенте Армении 1999.
- С 2003 — член партии «Новые времена».

Умер 28 октября 2020 от Коронавирусной инфекции.